# Église Notre-Dame du Val de Thuin
L'église Notre-Dame du Val, appelée localement Notre-Dame d'El Vaux, est un édifice religieux catholique situé à Thuin dans la province de Hainaut.

## Histoire
Construite à l'emplacement d'un sanctuaire fondé par les moines de Lobbes au VIIIe siècle puis à partir de 973, du chapitre de la même cité, avant de devenir l'église auxiliaire de la collégiale Saint-Théodard de Thuin en 1494 et paroissiale en 1803,. L'église est rebâtie au XVIIe siècle ou au XIVe siècle comme le suggère plus particulièrement la partie orientale de la nef : absence de chaînes d'angle, rusticité de la maçonnerie basse et survivance de la part et d'autre du chœur, de deux fenêtres étroites en arc brisé à encadrement rudimentaire, depuis longtemps murées. Pendant la Révolution française, l'église a été convertie en magasin militaire. Remaniée surtout dans ses percements, à la fin du XVIe siècle et ou au 1er quart du XVIIe siècle et d'une importante restauration en 1891 et 1894, due à l'architecte Fl. Danis. L'ancien cimetière qui entourait l'église a été réaménagé en petit parc et quelques pierres tombales sont encastrées dans les parois extérieures de l'église,. 
Le square, l'église, son passage voûté et l'escalier pavé sont classés comme site en 1984. 

## Description architecturale
L'église est de plan simple, comprenant une tour occidentale carrée en hors-œuvre et une nef unique de quatre travées suivie d'un chœur plus bas et plus étroit de deux travées à chevet plat, élevé sur un double passage voûté. L'église est constituée de moellons de grès de la Sambre. La charpente de la nef a été réalisée par les ouvriers du chantier naval en 1895.

## Mobiliers liturgiques
L'église possède :
- les autels de gauche et de droite qui proviennent de l'ancienne collégiale Saint-Théodard[6] ;
- le maître-autel en chêne qui date de 1805[7] ;
- les stalles, lambris et portes de placards en chêne, fin XVIIe siècle début XVIIIe siècle[7] ;
- une chaire de vérité en chêne de 1804-1807[2] ;
- le jubé en pierre bleue et chêne du XVIe siècle et XIXe siècle[7] ;
- les fonds baptismaux en pierre bleue, fin du XVIe siècle début du XVIIe siècle[7].

## Œuvres d'art
Parmi les œuvres d'art il y a :
- la statue de Notre-Dame-del-Vaux en bois polychromie moderne du XIIe siècle[7] ;
- la statue de la Vierge à l'Enfant en chêne fin du XVIe siècle, début XVIIe siècle[7] ;
- la statue de Saint-Michel en chêne du XVIIe siècle[7] ;
- la statue de Saint-Fiacre en bois polychromé du XVIIIe siècle[7] ;
- la statue de Saint-Roch en bois polychromé du XVIIIe siècle [6];
- tableau de la Résurrection du Christ, huile sur bois du XVIIIe siècle[7].

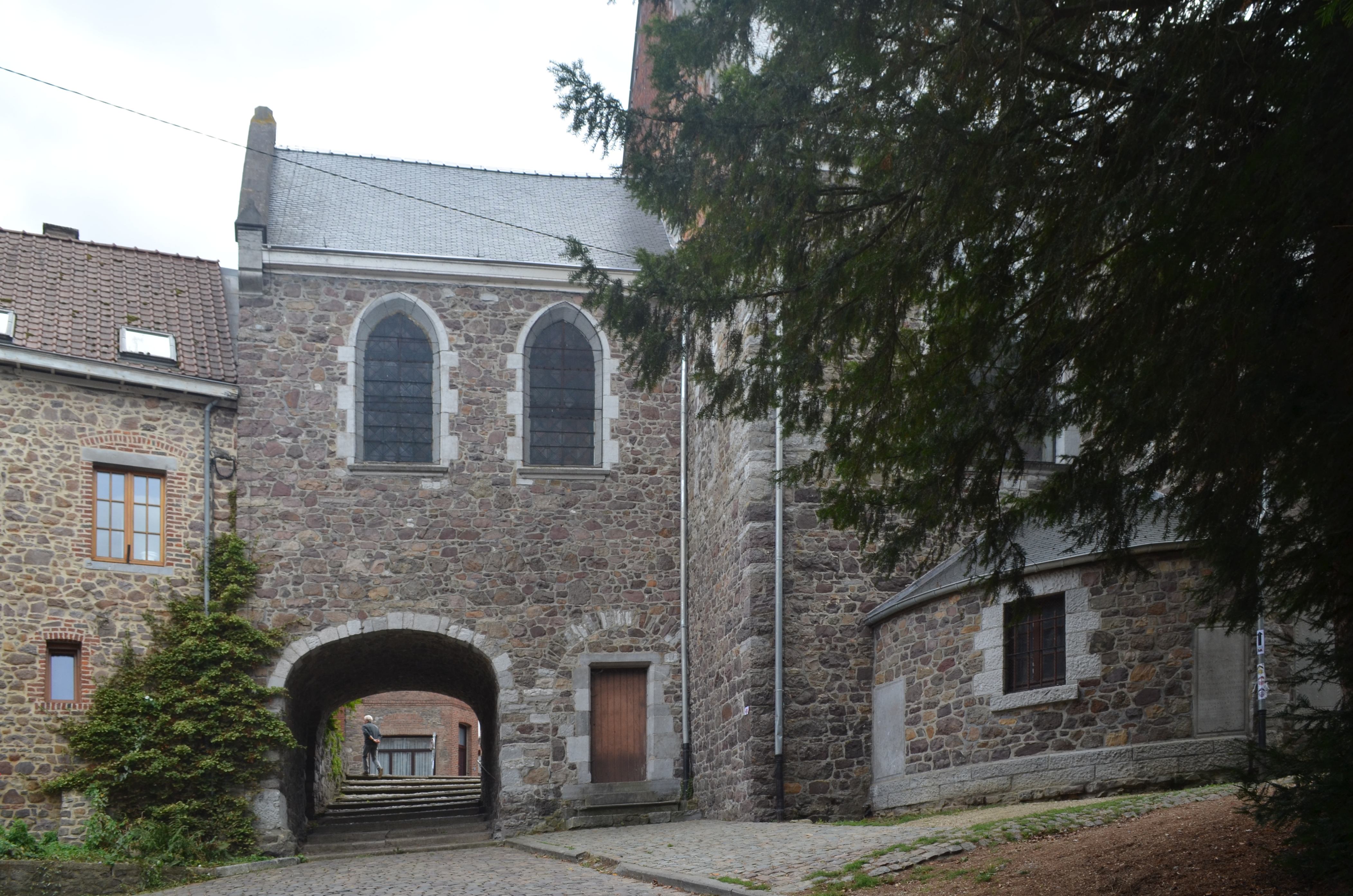
Le passage sous le chœur.
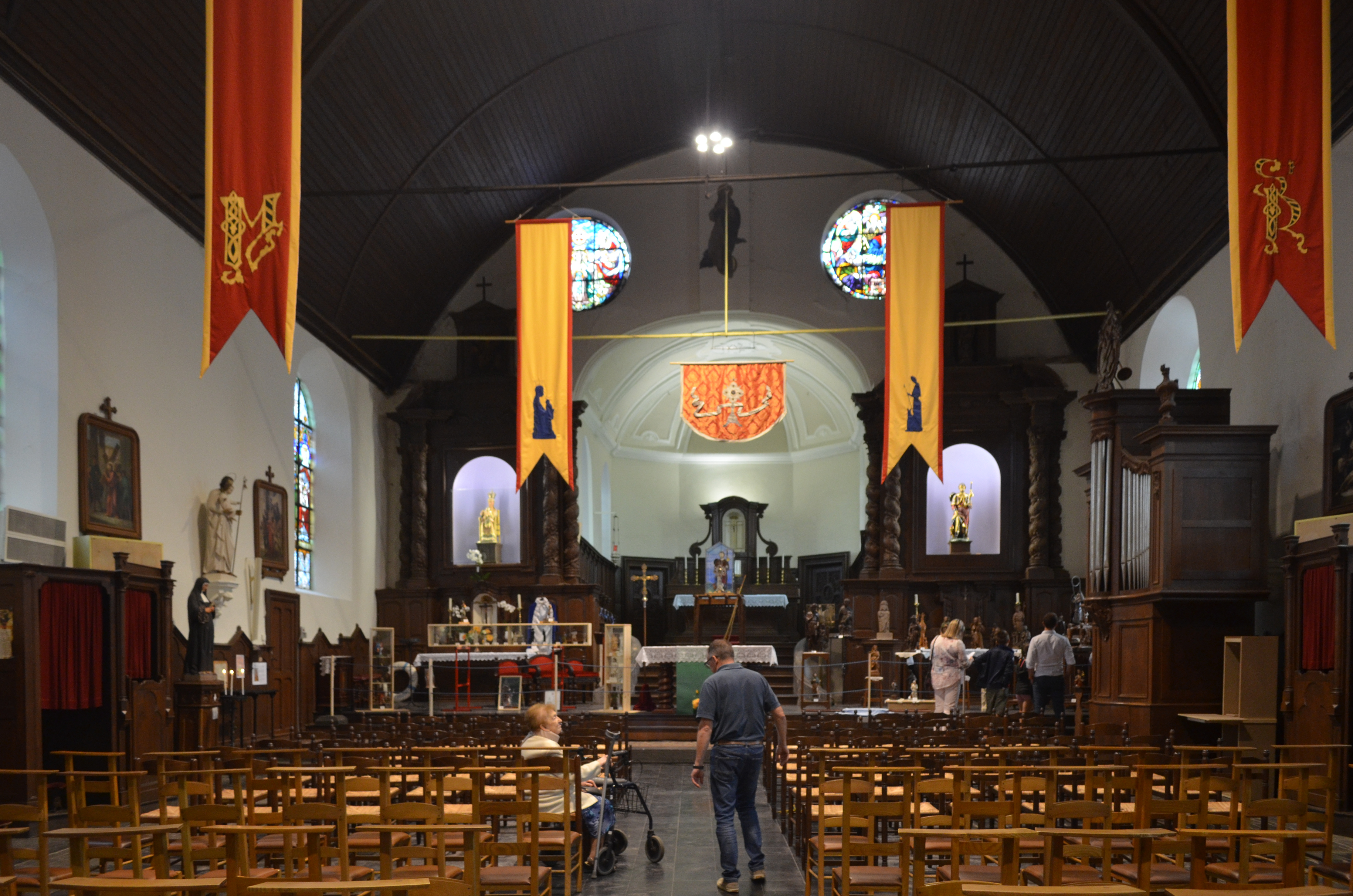
L'intérieur vers le chœur.
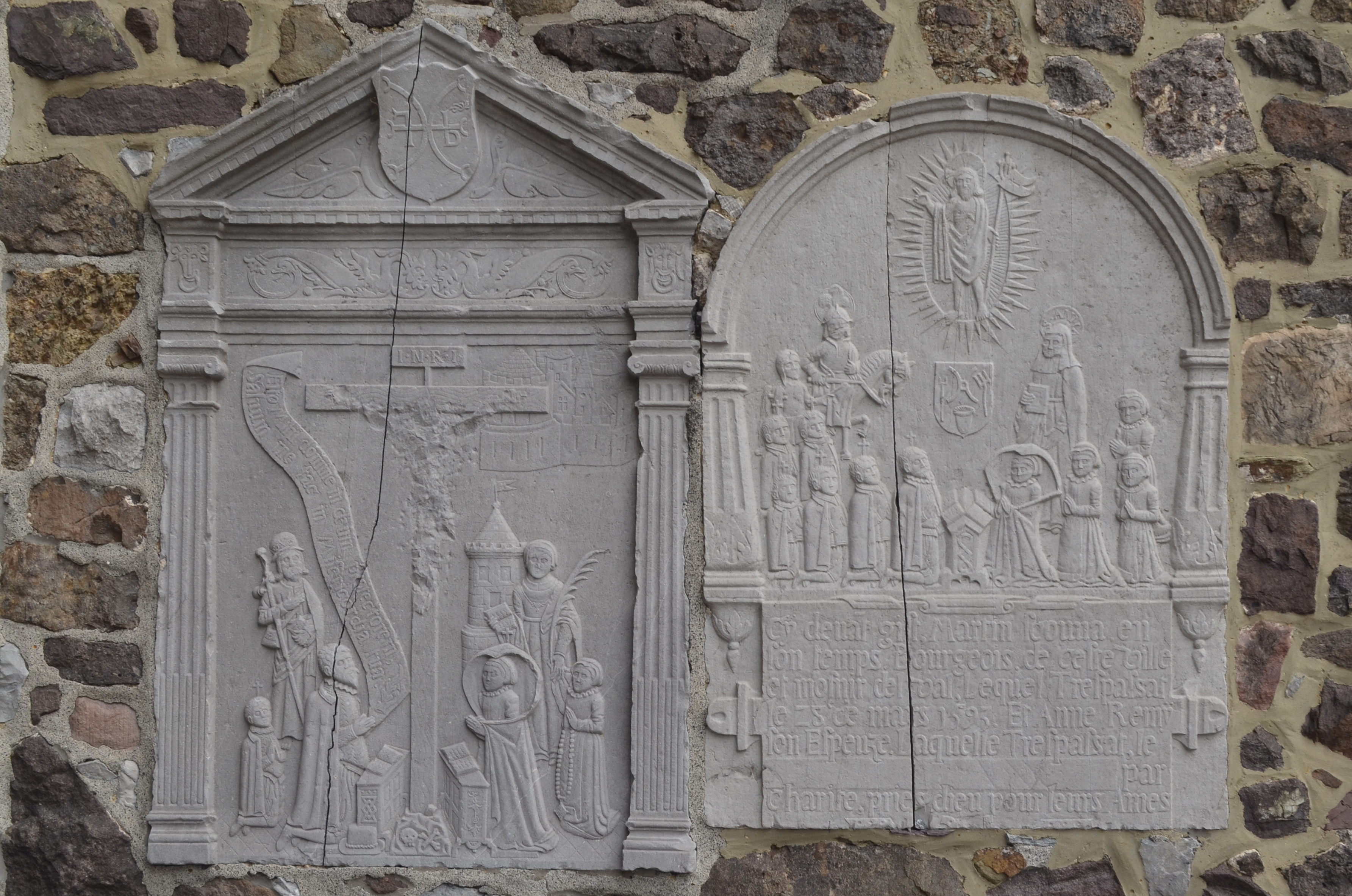
Quelques pierres tombales imposées sur l'édifice.
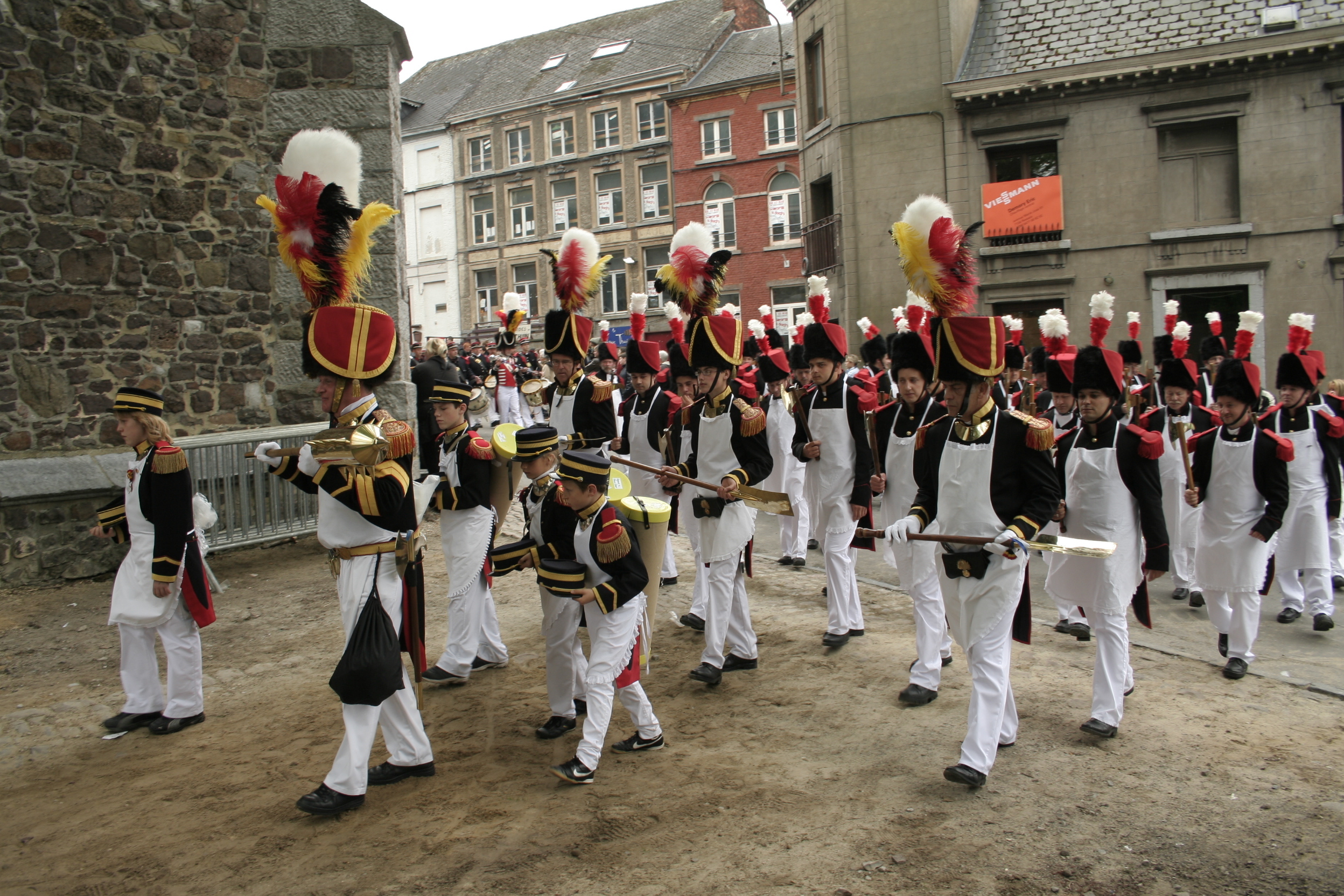
Sapeurs qui passent devant l'église lors de la marche Saint-Roch.
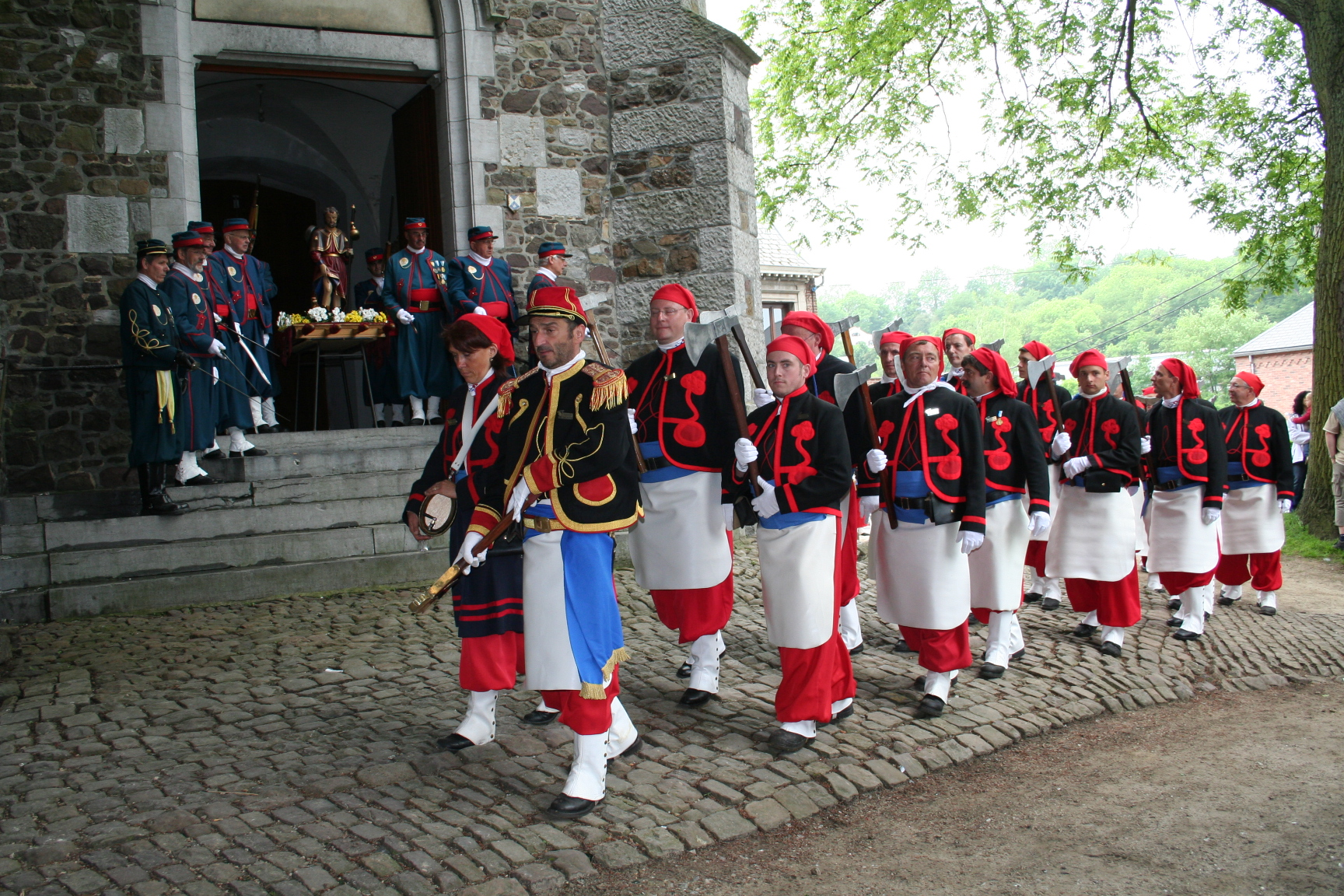
Les zouaves avec la statue de Saint-Roch.